# Courgivaux
Courgivaux és un municipi francès, situat al departament del Marne i a la regió del Gran Est. L'any 2007 tenia 255 habitants.

## Demografia

### Població
El 2007 la població de fet de Courgivaux era de 255 persones. Hi havia 108 famílies, de les quals 32 eren unipersonals (20 homes vivint sols i 12 dones vivint soles), 32 parelles sense fills, 36 parelles amb fills i 8 famílies monoparentals amb fills.
La població ha evolucionat segons el següent gràfic:
Habitants censats

### Habitatges
El 2007 hi havia 152 habitatges, 107 eren l'habitatge principal de la família, 31 eren segones residències i 14 estaven desocupats. 137 eren cases i 12 eren apartaments. Dels 107 habitatges principals, 87 estaven ocupats pels seus propietaris, 15 estaven llogats i ocupats pels llogaters i 5 estaven cedits a títol gratuït; 16 tenien dues cambres, 20 en tenien tres, 37 en tenien quatre i 34 en tenien cinc o més. 61 habitatges disposaven pel capbaix d'una plaça de pàrquing. A 61 habitatges hi havia un automòbil i a 36 n'hi havia dos o més.

### Piràmide de població
La piràmide de població per edats i sexe el 2009 era:
| Homes | Edats   | Dones |
| ----- | ------- | ----- |
| 0     | 95 o +  | 0     |
| 0     | 90 a 94 | 4     |
| 4     | 85 a 89 | 0     |
| 0     | 80 a 84 | 0     |
| 0     | 75 a 79 | 8     |
| 0     | 70 a 74 | 8     |
| 4     | 65 a 69 | 16    |
| 16    | 60 a 64 | 4     |
| 4     | 55 a 59 | 8     |
| 20    | 50 a 54 | 4     |
| 4     | 45 a 49 | 12    |
| 8     | 40 a 44 | 12    |
| 12    | 35 a 39 | 12    |
| 4     | 30 a 34 | 0     |
| 12    | 25 a 29 | 12    |
| 4     | 20 a 24 | 8     |
| 20    | 15 a 19 | 4     |
| 12    | 10 a 14 | 12    |
| 8     | 5 a 9   | 8     |
| 4     | 0 a 4   | 0     |

## Economia
El 2007 la població en edat de treballar era de 156 persones, 118 eren actives i 38 eren inactives. De les 118 persones actives 102 estaven ocupades (63 homes i 39 dones) i 16 estaven aturades (9 homes i 7 dones). De les 38 persones inactives 14 estaven jubilades, 10 estaven estudiant i 14 estaven classificades com a «altres inactius».

### Ingressos
El 2009 a Courgivaux hi havia 107 unitats fiscals que integraven 247 persones, la mediana anual d'ingressos fiscals per persona era de 16.866 €.

### Activitats econòmiques
Dels 19 establiments que hi havia el 2007, 1 era d'una empresa extractiva, 1 d'una empresa de fabricació d'altres productes industrials, 3 d'empreses de construcció, 4 d'empreses de comerç i reparació d'automòbils, 3 d'empreses de transport, 3 d'empreses d'hostatgeria i restauració, 1 d'una empresa immobiliària, 2 d'empreses de serveis i 1 d'una empresa classificada com a «altres activitats de serveis».
Dels 4 establiments de servei als particulars que hi havia el 2009, 1 era una fusteria, 1 lampisteria, 1 electricista i 1 restaurant.
L'únic establiment comercial que hi havia el 2009 era una botiga de menys de 120 m².
L'any 2000 a Courgivaux hi havia 8 explotacions agrícoles que ocupaven un total de 888 hectàrees.

## Poblacions més properes
El següent diagrama mostra les poblacions més properes.